# Desembarco chileno en Tocopilla
El desembarco chileno en Tocopilla fue una operación militar realizada el 22 de marzo de 1879, en el contexto de la Guerra del Pacífico. Se desarrolló durante la ocupación chilena del departamento de Antofagasta, con el objetivo de asegurar el control del puerto de Tocopilla, importante por su ubicación estratégica y su conexión con las rutas del interior.
La operación no encontró resistencia y permitió a Chile consolidar su dominio sobre la costa boliviana, reforzando su control logístico en la región. Aunque menos conocido que otros desembarcos, fue decisivo en el desarrollo de la campaña terrestre.

## Ubicación
Tocopilla se encuentra ubicado aproximadamente a unos 300 kilómetros de Antofagasta, hoy en Chile pero que en el año 1879 era un pequeño puerto boliviano de donde su población vivía de la pesca y de la extracción del salitre.

## Desarrollo
Tras ser ocupada Antofagasta por las tropas chilenas, Las autoridades bolivianas fueron informadas de que las tropas chilenas se preparaban para invadir el resto del litoral boliviano. En ese momento, decidieron que los pocos guardias de Cobija y Tocopilla fuesen a aumentar el número de los defensores de Calama. 
El blindado Cochrane al mando de Enrique Simpson junto con la corbeta O'Higgins y el Blanco Encalada que transportó soldados pertenecientes al 2º de Línea del Ejército de Chile tomaron los puertos de Cobija (21 de marzo) y Tocopilla (22 de marzo). El subprefecto boliviano Manuel Abasto, que defendió esta última plaza, relató: "no puedo oponer resistencia alguna contra cuatro vapores, dos de ellos blindados, y me limito a protestar enérgicamente, arriando el pabellón boliviano (y) ninguno de los funcionarios públicos está dispuesto a continuar en su puesto bajo la tutela chilena.
El puerto de Tocopilla es tomado por los chilenos sin encontrar resistencia alguna de tropas bolivianas, se les ofrece continuar con la administración del lugar debido a que las maniobras eran de carácter militar y no reivindicatorio, pero los funcionarios bolivianos rechazan la propuesta.

## Base para las tropas
Tocopilla fue utilizada como base de operaciones para las fuerzas chilenas ubicadas en el Departamento de Cobija. Una gran cantidad de tropas fueron apostadas allí por la línea defensiva del río Loa, ya que se esperaba una ataque conjunto peruano y boliviano en la zona, recién ocupada por Chile.

## Tocopilla y el combate naval de Iquique
Luego del Combate Naval de Iquique la Covadonga, con algunas averías causadas por los disparos del Huáscar y la Independencia, llegó al puerto de Tocopilla para reparar el barco e informar sobre la noble gesta de Prat.